# Rattus leucopus
Rattus leucopus är en däggdjursart som först beskrevs av Gray 1867.  Rattus leucopus ingår i släktet råttor och familjen råttdjur. Inga underarter finns listade i Catalogue of Life.

## Utseende
Vuxna exemplar blir 13,5 till 21,0 cm långa (huvud och bål), har en 14 till 21 cm lång svans och väger 90 till 205 g. Bakfötterna är 3,3 till 4,0 cm långa och öronen är 1,8 till 2,4 cm stora. Pälsen bildas av styva mörkbrun till svarta hår, av en grå underull och av flera inblandade taggar som är ljusgråa till gulvita. Den gulvita varianten är delvis genomskinlig. Beroende av andelen av mörka täckhår och ljusa taggar i pälsen är hela pälsfärgen svartbrun, rödbrun eller gulbrun på ovansidan. Undersidans färg varierar mellan vit, krämfärgad och ljusgrå. De flesta exemplar har inslag av ljusbrun på undersidan. En rödbrun fläck på bröstet kan förekomma. Hos en population har några individer en svart ring kring varje öga. Hos ungdjur är pälsen mjukare och mörkare.
De nästan nakna öronen har en ljusbrun färg. Den långa och smala svansen är i princip hårlös. Den är beroende på population helt ljusbrun, ljusbrun med vita punkter eller med ett vitt avsnitt i mitten eller vid spetsen. Hos honor förekommer allmänt ett par spenar vid bröstet och två par vid ljumsken. I Australien har några honor ytterligare ett par på bröstet.
Populationen som lever på Kap Yorkhalvön liknar en underart av Rattus fuscipes som lever i samma region. Rattus leucopus har på halvön svarta ögonringar.

## Utbredning
Denna råtta förekommer i Australien på Kap Yorkhalvön och på södra Nya Guinea. Arten vistas i låglandet och i bergstrakter upp till 1200 meter över havet. Habitatet utgörs av tropiska fuktiga skogar och av molnskogar. Rattus leucopus besöker även trädgårdar.

## Ekologi
Rattus leucopus letar under natten efter föda genom att gräva i lövskiktet. Den äter bland annat nötter och frukter som hamnade på marken som kompletteras med insekter. Ibland ingår även svampar i födan. Individerna skapar vanligen ett hålrum i lövskiktet där de vilar på dagen. Boet kan också vara ett hålrum i träbitar som ligger på marken eller ett hålrum mellan trädens rötter. Boet kan vara komplex med flera gångar och rum. Ofta lever flera vuxna exemplar och ungar tillsammans.
Per år föds upp till tre kullar med 2 till 5 ungar per kull. Honan är 21 till 24 dagar dräktig. Ungarna utvecklas långsamma jämförd med andra råttor i Australien. De öppnar sina ögon efter cirka 21 dagar och de diar sin mor ungefär 25 dagar. Könsmognaden infaller allmänt efter tre månader. Vanligen har honor en månad senare sin första kull.

## Hot
För beståndet är inga hot kända och hela populationen anses vara stabil. IUCN kategoriserar arten globalt som livskraftig.